# Esquirol dels plataners
L'esquirol dels plataners (Callosciurus notatus) és una espècie de rosegador de la família dels esciúrids. Viu a Brunei, Indonèsia, Malàisia, Singapur i Tailàndia. Es tracta d'un animal arborícola que s'alimenta de fruita, escorça, insectes i el làtex de l'arbre del cautxú. És un animal molt adaptable que es troba a una gran varietat d'hàbitats, incloent-hi els boscos secundaris i les plantacions. És una espècie en risc mínim, és a dir, no sembla que hi hagi cap amenaça significativa per a la seva supervivència. El seu nom específic, notatus, vol dir ‘tacat’ en llatí.